# Velika Plana (Chorwacja)
Velika Plana – wieś w Chorwacji, w żupanii licko-seńskiej, w mieście Gospić. W 2011 roku liczyła 52 mieszkańców.